# Matt Fraction
Matt Fritchman (Chicago Heights, 1º dicembre 1975) è un fumettista statunitense, conosciuto con lo pseudonimo di Matt Fraction.

## Biografia
Ha iniziato la sua carriera di scrittore di fumetti presso la AiT/Planet Lar e la IDW Publishing, prima di passare alla Marvel Comics nel 2008, vincendo un Eisner Award come miglior artista emergente. Il primo fumetto pubblicato per la Casa delle idee, tuttavia, rimane X-Men: Unlimited n. 9, risalente al 2005. Ha poi scritto per The Immortal Iron Fist, The Mighty Thor e The Invincible Iron Man, serie per la quale ha vinto il suo secondo Eisner Award per la "miglior nuova serie" assieme a Salvador Larroca. 
Nel 2011 ha firmato Fear Itself, il suo primo crossover Marvel, per i disegni di Stuart Immonen. Nell'agosto 2012 ha iniziato una nuova serie su Occhio di Falco, coadiuvato dall'illustratore David Aja, che ha ricevuto diverse nomination agli Eisner Awards. È stato in seguito assegnato anche a Future Foundation e Fantastic Four, abbandonando poi entrambe le opere per l'accavallarsi di numerosi impegni.
Continua, inoltre, a scrivere per Casanova, iniziato nel giugno 2006 sotto l'etichetta Image Comics (la stessa per cui scrive Sex Criminals, disegnata da Chip Zdarsky) e, dal 2011, pubblicato dalla Icon Comics, etichetta della Marvel che lascia i diritti delle opere nelle mani degli autori.

## Vita privata
È sposato con la fumettista e collega Kelly Sue DeConnick.